# The Western
The Western Casino – kasyno w centrum amerykańskiego miasta Las Vegas, w stanie Nevada. W przeszłości w obiekcie funkcjonował również hotel, jednak ostatecznie zakończył swoją działalność. Kasyno stanowi własność Tamares Group, zaś jego operatorem jest Navegante.

## Historia
The Western został otwarty w 1970 roku jako Western Hotel & Bingo Parlor, stanowiąc własność Jackiego Gaughana i Mela Exbera. W momencie otwarcia, w obiekcie znajdował się największy salon do gry w bingo, liczący 1.020 siedzeń.
W marcu 2004 roku Jackie Gaughan sprzedał The Western korporacji Barrick Gaming. Plany zakładały przekształcenie go w obiekt skierowany przede wszystkim w stronę gości z Ameryki Południowej. Ruch ten skomentowała agencja prasowa Associated Press: "Na skraju desperacji, że turyści w Las Vegas są coraz rzadszym widokiem, Western Hotel-Casino wyrasta jako drogowskaz dla bankrutów i stojących na skraju bankructwa." Mimo zapowiedzi, plany renowacji nie zostały zrealizowane.
W 2005 roku Barrick Gaming sprzedała The Western swojemu największemu udziałowcowi, Tamares Group.